# LI. Armeekorps
Il LI. Armeekorps (51º corpo d'armate) fu una grande unità dell'esercito tedesco che operò, su vari fronti, nella seconda guerra mondiale.
Fu utilizzata nell'aprile del 1941 nell'invasione della Jugoslavia per poi essere inviata sul Fronte orientale dal giugno del 1941 dove rimase anche l'anno seguente quando, al comando dell'esperto e qualificato generale Walther von Seydlitz-Kurzbach, svolse un ruolo cruciale durante tutte le fasi della lunga e sanguinosa battaglia di Stalingrado. Dopo aver partecipato all'avanzata fino alla città sul Volga, il LI. Armeekorps venne impiegato per oltre due mesi nei violentissimi combattimenti all'interno dell'area urbana che logorarono fortemente le truppe tedesche. Rimasto bloccato tra le rovine di Stalingrado, il corpo d'armato venne accerchiato insieme a tutte le altre formazioni della 6. Armee e distrutto nel febbraio 1943.
Nell'agosto del 1943 fu riformata come LI. Gebirgskorps (51º corpo d'armate da montagna), e combatté sul fronte italiano fino alla resa, nel maggio del 1945.

## Storia

### Prima formazione 1941/43 LI. Armeekorps
Il Generalkommando (lo stato maggiore) del LI. Armeekorps fu istituito il 25 novembre 1940 nel distretto militare Wehrkreis XVII (17º distretto) corrispondente alla valle del Danubio a ovest di Vienna, comprendente quest'ultima.
Durante la campagna jugoslava (aprile 1941) fu assegnata alla 2. Armee (2ª armata) e comprendeva la 101. leichte Infanterie-Division  (101ª divisione di fanteria leggera, dal 1942 promossa a 101. Jäger-Division, 101ª divisione cacciatori), la 132. e la 183. (132ª e 183ª divisione di fanteria). Il primo attacco oltre il confine della Stiria fu condotto verso Maribor.
Il LI. Armeekorps fu assegnato alla 6. Armee (6ª armata) del Heeresgruppe Süd (gruppo di armate sud) durante l'operazione Barbarossa del luglio 1941. Schierato in prima linea a metà luglio nel settore Toporischtsche (Топорище)-Sokołów Podlaski era formato dalle divisioni di fanteria 71., 262. e la 296. Infanterie-Division. Avanzando a nord-est di Žytomyr verso Radomyšl', le divisioni del corpo, nella testa di ponte oltre il fiume Teteriv a nord di Malyn resistettero ai pesanti attacchi sovietici.
Alla fine di luglio, al corpo furono aggregate, oltre alla 98ª divisione di fanteria, anche la 111ª e la 113ª divisione di fanteria. Dopo aver attraversato il fiume Irpień, il corpo avrebbe dovuto attaccare Kiev, ma non poté prendere la città con il primo assalto.
Durante la battaglia di Kiev, il corpo teneva una testa di ponte oltre il Dnepr attorno al villaggio di Hornostajpil (in ucraino Горностайпіль) e fino al fiume Desna presso la città di Ostër. Dopo pesanti combattimenti con la quinta Armata sovietica (del generale Potapov, Михаил Иванович Потапов) per l'ampliamento della testa di ponte tra il Dnieper ed la Desna, il LI. Korps, dopo aver fatto progressi verso la città di Boryspil' con l'appoggio del gruppo d'armate comandato da Kienitz (XVII. Armeekorps, XVII Corpo d'Armata), riusci, alla fine di settembre, a prendere Kiev, circondando e catturando ingenti forze sovietiche.
L'ulteriore avanzata verso Char'kov fu impedita dalle forti piogge autunnali che resero la pianura impraticabile.
All'inizio di dicembre il corpo partecipò a pesanti battaglie difensive, nel rigido inverno russo, a sud-est di Char'kov, dove il corpo d'armata teneva la città di Balaklija, contenendo così la spinta sovietica attorno alla città di Isjum lungo il fiume Severskij Donec. Il risultante saliente di 100 km di profondità fu tenuto dai sovietici fino al maggio 1942, quando un contrattacco del III. e XXXX. Panzerkorps (3º e 40º corpo di armate corazzato) lo tagliò da nord e da sud.

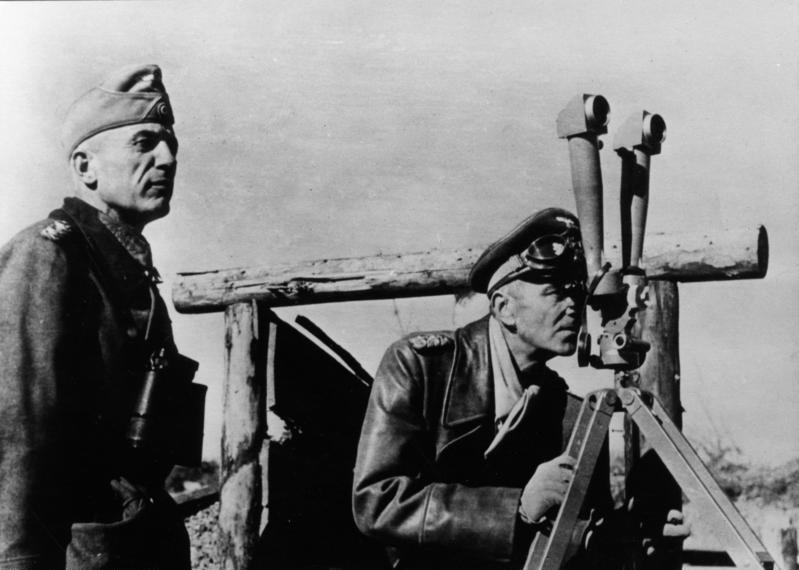
Seydlitz-Kurzbach (a sinistra) col generale Friedrich Paulus in Russia, 1942

All'inizio di maggio il generale von Seydlitz prese il comando del corpo, che consisteva nella 44ª e 297ª divisione di fanteria.
Con l'offensiva estiva tedesca (Operazione Blu) del 28 giugno 1942, il corpo, assegnato temporaneamente alla 1. Panzerarmee (1ª armata corazzata), entrò nell'area di Kup"jans'k per attaccare i guadi del fiume Oskol. Il LI. corps era tatticamente subordinato al gruppo di von Mackensen (III. Armeekorps) e gli furono assegnate le divisioni di fanteria 44ª, 62ª, 71ª, 297ª e 384ª.
Dopo aver superato il fiume Aidar (in ucraino Айдар), raggiunse la città di Morozovsk avanzando verso il Don fino al 20 luglio, e seguendo la linea ferroviaria fino alla città di Kalač (Oblast' di Voronež) superò il fiume Čir.
Il 26 luglio, il LI. Armeekorps si portò a sud dello Čir con la 71ª divisione di fanteria e raggiunse il Don a Nižnij Čir e con la 297ª divisione di fanteria attraversò il Čir verso l'affluente del Don, Reka Liska (Pека Лиска).
Dal 26 luglio all'11 agosto, insieme alla 6ª armata, combatté la battaglia di Kalač che permise ai tedeschi di forzare il Don attorno alla città di Kalač-na-Donu.
Nella battaglia di Stalingrado, il quartier generale del LI. Armeekorps, sotto la guida del generale von Seydlitz, coordinò tutte le lunghe e sanguinose operazioni all'interno dell'area urbana della città, e per due mesi, nonostante fosse continuamente rinforzato con l'aggiunta di altre divisioni fresche, tra cui anche la 14. Panzer-Division e la 24. Panzer-Division, non riuscì a concludere vittoriosamente la battaglia e, logorato e indebolito, rimase agganciato tra le rovine di Stalingrado in combattimento contro i tenaci difensori sovietici della 62ª Armata.
Dal 19 novembre 1942, l'Armata Rossa sfondò il fronte della 3ª armata romena (Armata a 3-a Română) sul Don ed accerchiò la 6ª armata tedesca a Stalingrado, compreo il LI. Armeekorps. Nella sacca accerchiata il LI. Armeekorps, sempre guidato dal generale von Seydlitz, assunse il comando dei resti delle divisioni di fanteria 71ª, 79ª, 100ª, 295ª, 305ª e 389ª.
Il primo febbraio 1943, i superstiti e l'intero comando del corpo, rimasti isolati nella sacca meridionale, furono fatti prigionieri dai sovietici.

### Seconda formazione 1943/45 LI. Gebirgskorps
Il 51º Corpo fu ricreato dal Generalkommando, il 25 agosto 1943, come LI. Gebirgskorps (corpo di armate da montagna) a Vienna, al comando del Kommandierender General (comandante di corpo d'armate), General der Gebirgstruppe Valentin Feurstein.
Nell'autunno del 1943, il corpo fu incaricato di presidiare il Nord d'Italia. Dal gennaio 1944 fu utilizzato all'interno della 14. Armee e temporaneamente anche nella 10. Armee nella Battaglia di Monte Cassino. La 44. Infanterie-Division (44ª Divisione di Granatieri) austriaca (tenente generale Friedrich von Franek) si schierò a Monte Cassino e sul massiccio del Cairo, più a nord era fiancheggiata dalla 5. Gebirgs-Division (quinta divisione da montagna, Generalleutnant Julius Ringel) che era schierata sul Monte Santa Croce (a sud di San Biagio Saracinisco), all'altezza della quota 1.074 e sul Monte Cifalco, 10 km a nord di Cassino.
Dopo la caduta della posizione di Cassino, il corpo combatté una serie di battaglie difensive nell'Italia centrale ritirandosi verso nord lungo l'Appennino settentrionale. Il Generalkommando del 51º corpo guidò le battaglie difensive nella val di Sieve, a Firenzuola, nella zona di Forlì, Firenze e nella Valle del Serchio. Allo stesso modo, coordinò il ritiro da La Spezia sulla costa ligure. 51º corpo, a cui erano state assegnate la 148ª divisione di riserva, la 114ª Jager, la 232ª e la 334ª divisione di fanteria a metà aprile, effettuò la ritirata da Carrara a Castelnuovo negli ultimi mesi di guerra.
Il 27 marzo 1945 il comando del LI. Gebirgskorps a Botteghe d'Albinea fu attaccato dal Battaglione Alleato formato da unità dello Special Air Service e partigiani, subendo gravi perdite, anche se, il comandante dello stato maggiore del corpo, Georg Gartmayr sopravvisse all'attacco.
La capitolazione ebbe luogo il 2 maggio 1945 dopo il ritiro a nord del Po al seguito della 14ª Armata (Generale Lemelsen) nell'area di Brescia.

## Comandanti
Kommandierende Generale (generale comandante)
- General der Infanterie Hans Wolfgang Reinhard, dal 25 novembre 1940 fino al 8 maggio 1942
- General der Artillerie Walther von Seydlitz-Kurzbach, dal 8 maggio 1942 fino al 31 gennaio 1943
- General der Gebirgstruppe Valentin Feurstein, dal 25 agosto 1943 al gennaio 1945
- General der Artillerie Friedrich Wilhelm Hauck, dal gennaio 1945 fino al maggio 1945

Chefs des Generalstabes (capo di stato maggiore)
- Oberst i. G. Wilhelm Ochsner, dal 25 novembre 1940 fino al 28 agosto 1941
- Oberst Hans Clausius, dal 28 agosto 1941 fino al 18 gennaio 1943
- Oberst Hans Georg Schmidt von Altenstadt, dal 15 agosto 1943 fino al 25 gennaio 1944
- Oberst Karl Heinrich Graf von Klinckowstroem, dal 25 gennaio 1944 fino al 25 luglio 1944
- Oberst Hermann Berlin, dal 25 luglio 1944 fino al 15 settembre 1944
- Oberst Georg Gartmayr, dal 15 settembre 1944 fino al 3 aprile 1945
- Oberstleutnant Gernot Nagel, dal 3 aprile 1945 fino al maggio 1945